# Міжнародна академія екології та медицини
Шаблон:Стаття до створення

## Міжнародна академія екології та медицини
Міжнародна академія екології та медицини (МАЕМ) — приватний заклад вищої освіти, заснований у 2011 році в Києві. Це перший в Україні навчальний заклад, що об’єднав екологічні та медичні дисципліни в єдиний освітній процес.

### Освітні програми
Академія готує фахівців у галузях медицини та стоматології на рівнях магістратури (другий рівень). Мови навчання — українська та англійська.
Навчальні лабораторії, клінічні кабінети та комп’ютерні класи обладнані за сучасними стандартами. Кафедра телемедицини дозволяє впроваджувати елементи дистанційного навчання.

### Структура
Факультети та відділи:
- Медичний факультет
- Стоматологічний факультет
- Навчально-методичний відділ
- Підготовче відділення
- Відділ післядипломної освіти (інтернатура)
- Відділ аспірантури
- Відділ з роботи з іноземцями та особами без громадянства

Кафедри:
- Кафедра медико-фундаментальних дисциплін
- Кафедра стоматології
- Кафедра соціальної медицини та гуманітарних дисциплін
- Кафедра внутрішніх хвороб з курсом психіатрії та наркології
- Кафедра хірургії

### Коледж
Медично-фармацевтичний коледж МАЕМ — структурний підрозділ академії, заснований у 2012 році. Забезпечує підготовку фахівців молодшого медичного та фармацевтичного профілю відповідно до державних стандартів України та міжнародних вимог.
Освітні програми коледжу:
- Молодша медична сестра
- Сестринська справа
- Комп’ютерна інженерія
- Менеджмент
- Оператор обробки інформації

### Клінічні бази
Студенти академії проходять практику на базі таких медичних установ:
- Київська міська клінічна лікарня №10
- Медичний центр «Медіан»
- Стоматологічна клініка професора Павла Куца
- Мережа медичних центрів «Гармонія здоровʼя»
- Клініка «Меділенд»
- Медико-діагностичні центри “Dniprolab”
- Клініка «Outre»
- ТОВ “Інститут планування сім’ї”

### Міжнародна співпраця
Академія бере участь у програмі Erasmus+, співпрацює з університетами Європи та США, впроваджує програми академічної мобільності, регулярно запрошує іноземних викладачів.

### Партнерство
- 21 листопада 2024 року між МАЕМ та Інститут громадського здоров’я ім. О. М. Марзєєва Національної академії медичних наук України було підписано угоду про співпрацю в науковій та освітній сферах.[1]
- Підписано меморандум між Київським університетом права НАН України та МАЕМ щодо спільної діяльності в освітній, профорієнтаційній та культурній сферах.[2]

### Керівництво
- В.о. ректора — Савицький Іван Володимирович, доктор медичних наук, професор.[3]